# Hatfield and the North (альбом)
«Hatfield and the North» — первый студийный альбом группы кентерберийской сцены Hatfield and the North, изданный в феврале 1974 года.

## Характеристика
Музыка альбома сочетает влияния психоделического джема и джаз-рока. Её отличают длительные инструментальные пассажи, игра на органе и клавишных Дейва Стюарта, джазовые гитарные партии Фила Миллера и вокал Синклера в характерном стиле британской психоделии.

## Признание
Журналы Q и Mojo в специальном издании «Pink Floyd и история прог-рока» поставили альбом на 34 место в списке 40 лучших альбомов космического рока. В текущем рейтинге сайта Progarchives.com (март 2013 года) альбом занимает 4 место среди лучших альбомов Кентерберийской сцены.

## Список композиций
Сторона А
1. «The Stubbs Effect» (Пайл, Пип) — 0:22
2. «Big Jobs (Poo Poo Extract)» (Синклер, Ричард, Пайл, Пип) — 0:36
3. «Going Up to People and Tinkling» (Стюарт, Дейв) — 2:25
4. «Calyx» (Миллер, Фил) — 2:45
5. «Son of 'There’s No Place Like Homerton'» (Стюарт, Дейв) — 10:10
6. «Aigrette» (Миллер, Фил) — 1:37
7. «Rifferama» (Синклер, Ричард, аранжировка Hatfield and the North) — 2:56

Сторона В
1. «Fol de Rol» (Синклер, Ричард, Уайетт, Роберт) — 3:07
2. «Shaving Is Boring» (Пайл, Пип) — 8:45
3. «Licks for the Ladies» (Синклер, Ричард, Пайл, Пип) — 2:37
4. «Bossa Nochance» (Синклер, Ричард) — 0:40
5. «Big Jobs No. 2 (By Poo and the Wee Wees)» (Синклер, Ричард, Пайл, Пип) — 2:14
6. «Lobster in Cleavage Probe» (Стюарт, Дейв) — 3:57
7. «Gigantic Land Crabs in Earth Takeover Bid» (Стюарт, Дейв) — 3:21
8. «The Other Stubbs Effect» (Пайл, Пип) — 0:38

В переиздание альбома на CD были включены два бонус-трека, входящие также в сборник Afters:
1. «Let’s Eat (Real Soon)» (Синклер, Ричард, Пайл, Пип) — 3:16
2. «Fitter Stoke Has a Bath» (Пайл, Пип) — 4:35

## Состав музыкантов
- Миллер, Фил — электрогитара
- Стюарт, Дейв — электронные клавишные, Хэммонд-орган, минимуг, пианет Хохнера, фортепиано, тональный генератор
- Синклер, Ричард — бас-гитара, вокал
- Пайл, Пип — барабаны

### Приглашенные музыканты
- Уайетт, Роберт — вокал (4)
- Гаскин, Барбара — вокал (5)
- Ли, Джефф — тенор-саксофон (5), флейта (5 и 13)
- Малерб, Дидье — тенор-саксофон (7) (не указан)
- Бейнс, Джереми — пиксифон (5), флейта (13)
- Эйерс, Сирил — вокал (8)
- Эллидж,Сэм — голос (7)